# Roggendorfer Schnitzaltar

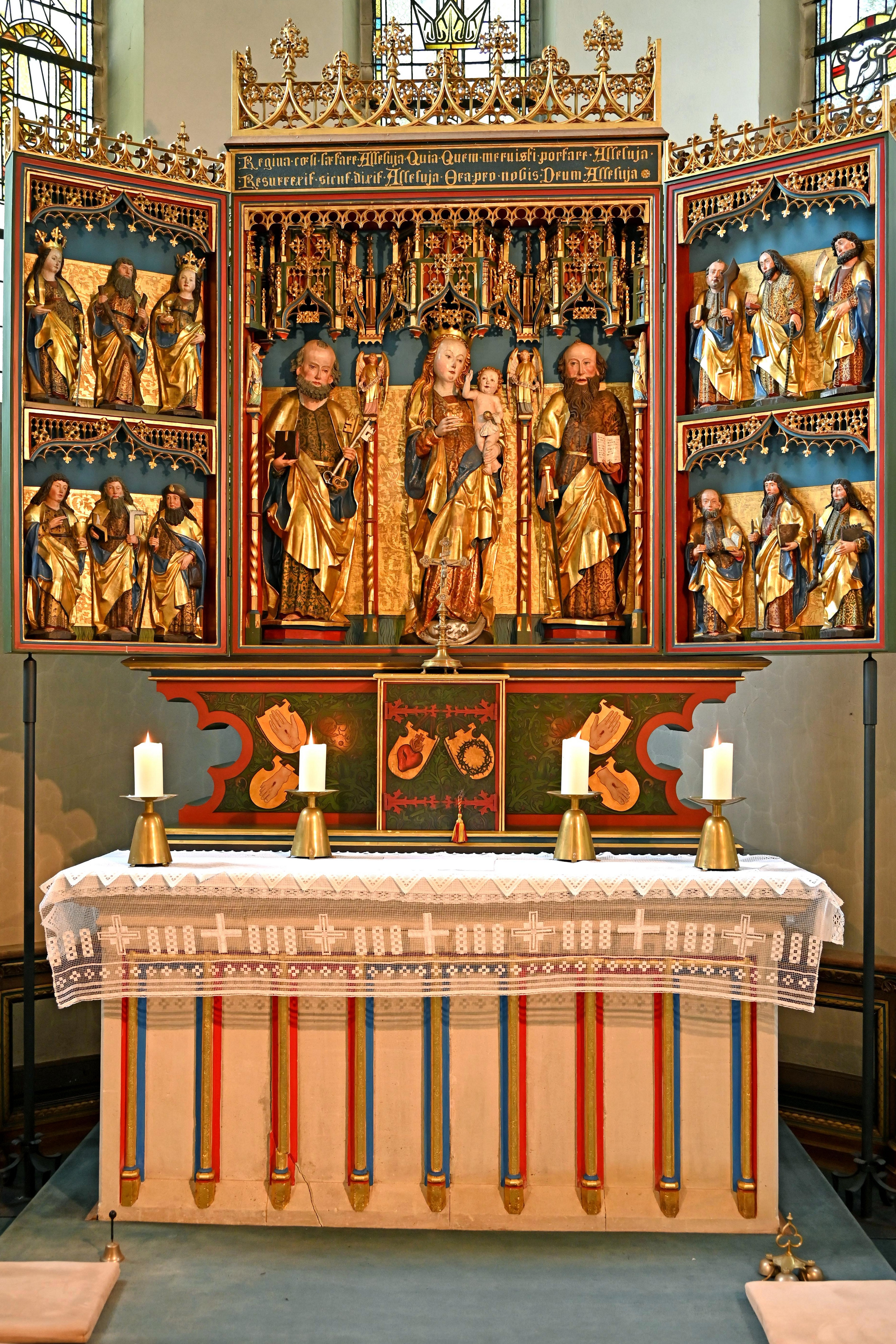
Flügelaltar, geöffnet

Der Roggendorfer Schnitzaltar ist ein Triptychon, das um 1500 entstand und sich seit 1891 in der katholischen Kirche St. Johannes in Roggendorf-Mechernich befindet. Als Entstehungsort wird das Rheinland, Schwaben (Ulmer Schule) oder der Raum Hildesheim diskutiert, da dort in der Zeit um 1500 stilistisch nahestehende Altäre entstanden sind.

## Geschichte
Der Bergwerksunternehmers Karl Kreuser jun. aus Mechernich ließ mit Unterstützung eines örtlichen Kapellenvereins die St.-Johannes-Kirche in Roggendorf anstelle einer 1669 erstmals erwähnten, älteren Kapelle errichten. 1890 war die Kirche fertiggestellt. Baumeister war der Kommerner Richard Abels. Als Grundstein wurde ein Stein aus den Katakomben in Rom verwendet. Die Kapelle ist eine Filialkirche der St.-Johannes-Baptist-Kirche in Metternich.
1891 kam der Altar als Geschenk der Witwe des 1884 verstorbenen Karl Kreuser an seinen heutigen Standort. Der Flügelaltar war vorher in Kreuznach aufgestellt und wurde von R. Hieronymi restauriert, ehe er nach Roggendorf kam. Anlässlich des Jubiläums „100 Jahre Kapellenverein“ im Jahr 1985 wurde der Altar erneut gereinigt und restauriert.

## Beschreibung
Der Altar hat eine Gesamtgröße von 2,35 × 2,80 m. Das Maßwerk über den Figuren ist neugotisch und wurde anlässlich der Restaurierung eingefügt.
Dargestellt ist im quadratischen Mittelfeld, das etwa 1,40 m breit ist, Maria Königin mit dem Christuskind. Maria steht auf einer Mondsichel mit Gesicht, umrahmt durch die Apostel Petrus und Paulus. Über dem Baldachin steht in Lateinisch die Inschrift: Regina caeli, laetare, alleluia. Quia quem meruisti portare, alleluia, Resurrexit, sicut dixit, alleluia. Ora pro nobis Deum, alleluia. Übersetzt: Königin des Himmels, freue dich, denn der, den du zu tragen würdig warst, ist auferstanden, wie er gesagt hat. Bitte Gott für uns, Alleluja. Es ist eine marianische Antiphon, die erstmals um 1200 in St. Peter in Rom nachgewiesen werden kann. Neben den drei Figuren im Mittelfeld stehen auf vier gewundenen Säulchen kleine Engelfiguren, die Spruchbänder mit Anrufungen aus der Lauretanischen Litanei halten: Domus aurea (goldenes Haus), Stella matutina (Morgenstern), Rosa mystica (geheimnisvolle Rose), Janua coeli (Pforte des Himmels).
Die anderen Apostel (natürlich außer Judas) sind in den Flügeln zusammen mit der heiligen Katharina (mit zerbrochenem Rad) und der heiligen Barbara (mit Kelch) zu sehen. Bei Letzterer könnte es sich auch um die heilige Odilia aus dem Elsass oder die heilige Klara handeln, die beide ebenfalls mit Kelch als Attribut abgebildet werden. Die eindeutige Identifizierung als heilige Barbara kann wegen des fehlenden Attributes „Turm mit drei Fenstern“ nicht sicher erfolgen. Die Apostel sind mit ihren Attributen dargestellt: Petrus mit Schlüssel und Buch, Paulus mit Schwert und Buch, Jakobus der Jüngere mit Buch und gespaltenem Bart, Jakobus der Ältere mit Schlapphut, Wanderstab und Beutel, Johannes mit Kelch, Andreas mit X-Kreuz, Philippus mit T-Kreuz und Buch, Bartholomäus mit Messer, Judas Thaddäus mit Knüppel und Buch, Simon der Zelot mit Säge und Thomas mit Winkelmaß.
Die Rückseiten der Flügel zeigen die Verkündigung Mariens. Das Schriftband enthält die Verkündigungsworte: Ave, gratia plena, Dominus tecum (Gegrüßet seist Du, voll der Gnade, der Herr ist mit Dir). Die Gemälde sind exakte Kopien der Außenseiten der Flügel des Orlier-Retabels von Martin Schongauer. Beide Flügel sind handschriftlich signiert mit: „Cop R. Hieronymi 1891 Nach Martin Schön, Colmar“. Das Original befindet sich im Museum Unterlinden in Colmar.

## Galerie

Roggendorfer Schnitzaltar
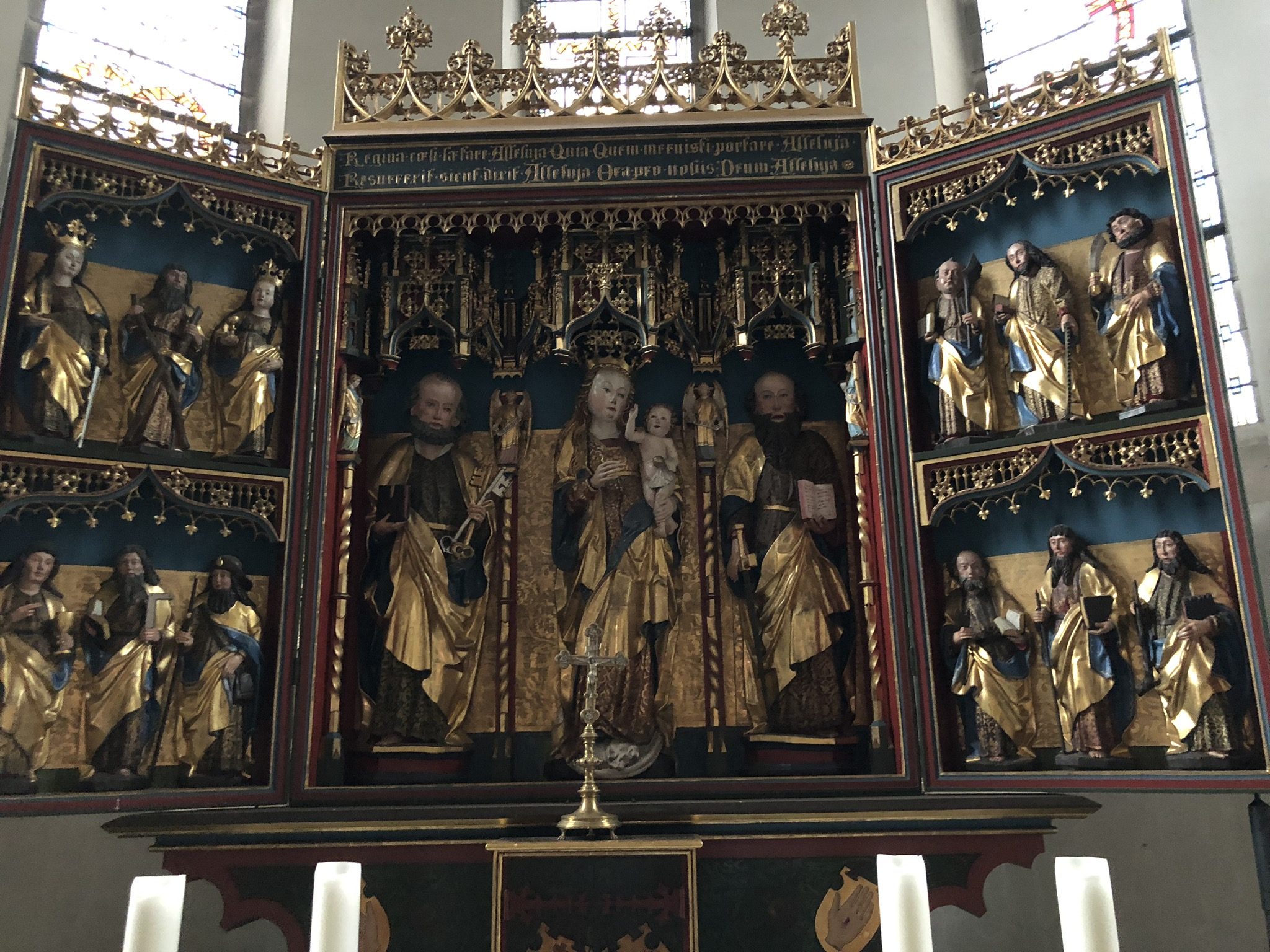
Altar, Vorderseite
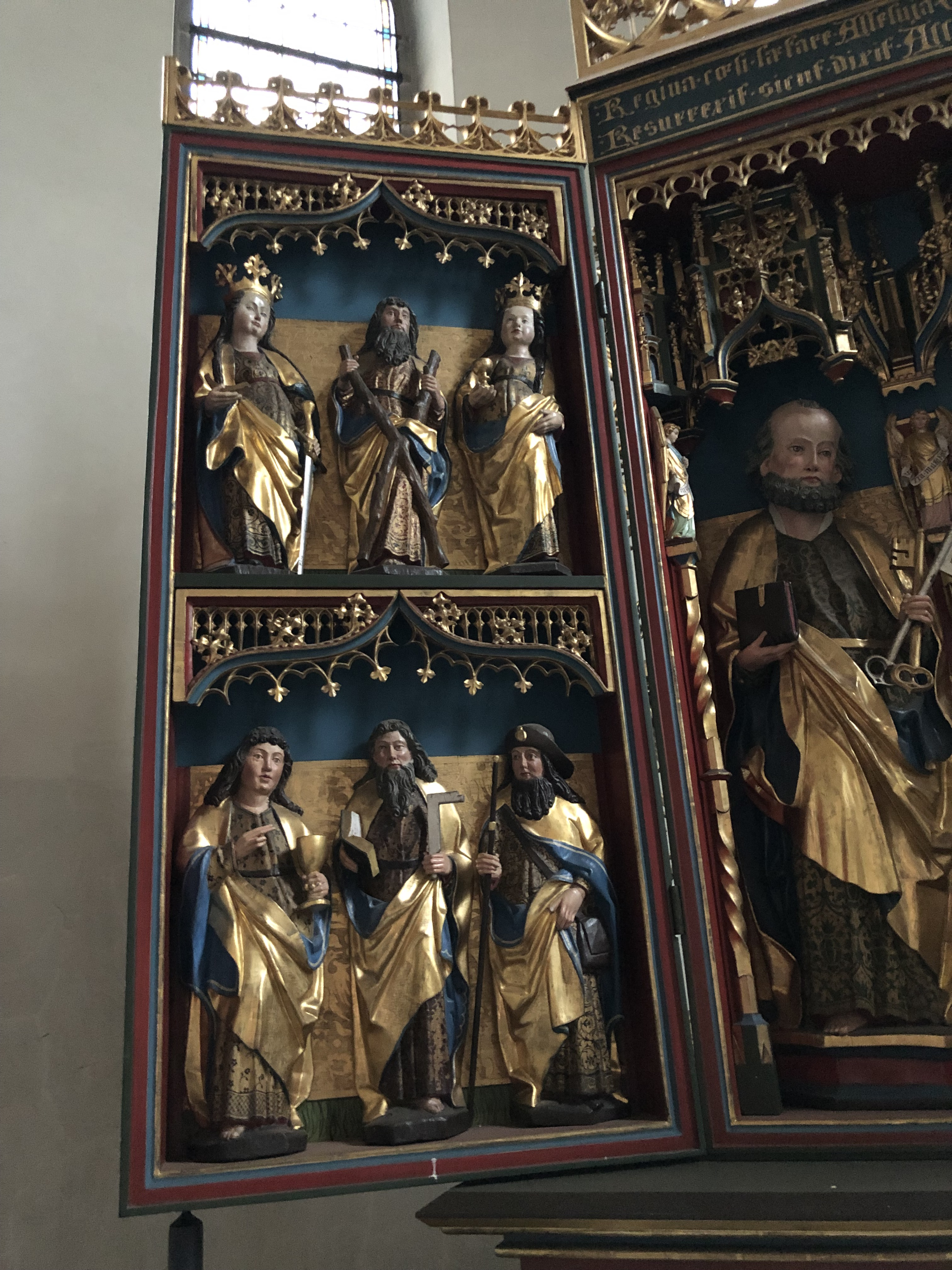
Linker Flügel
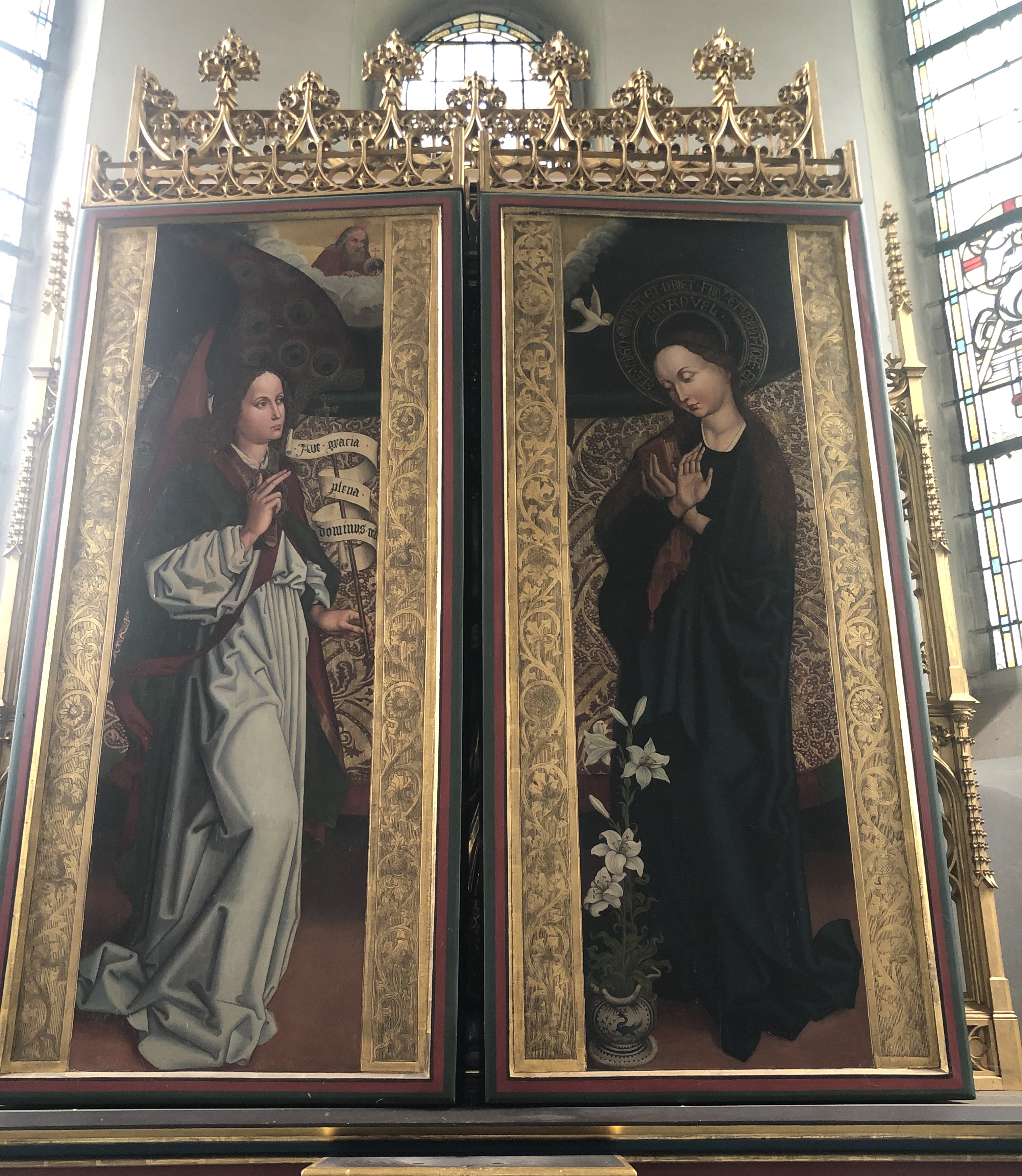
Verkündigung Mariens (geschlossener Altar)
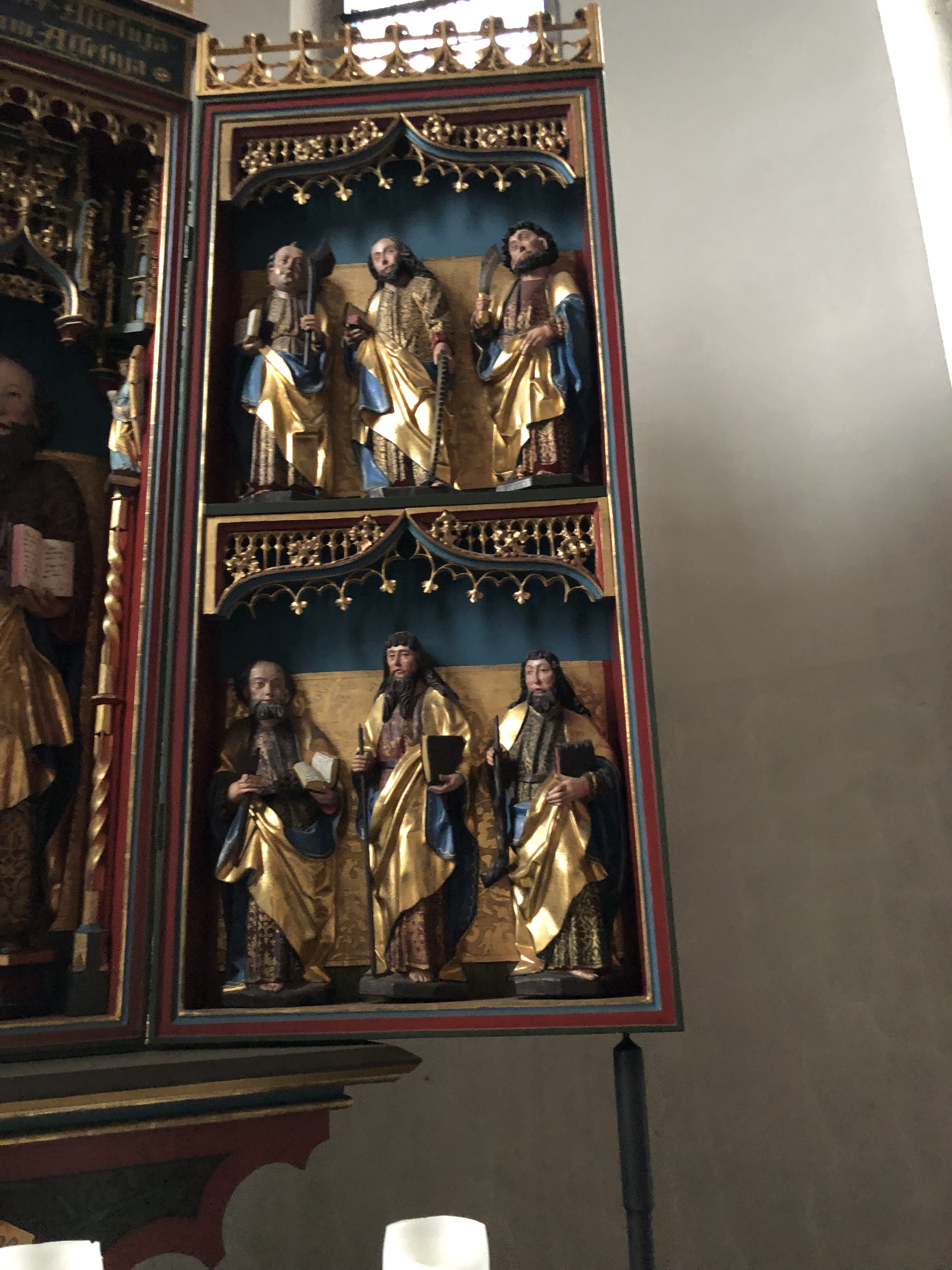
Rechter Flügel
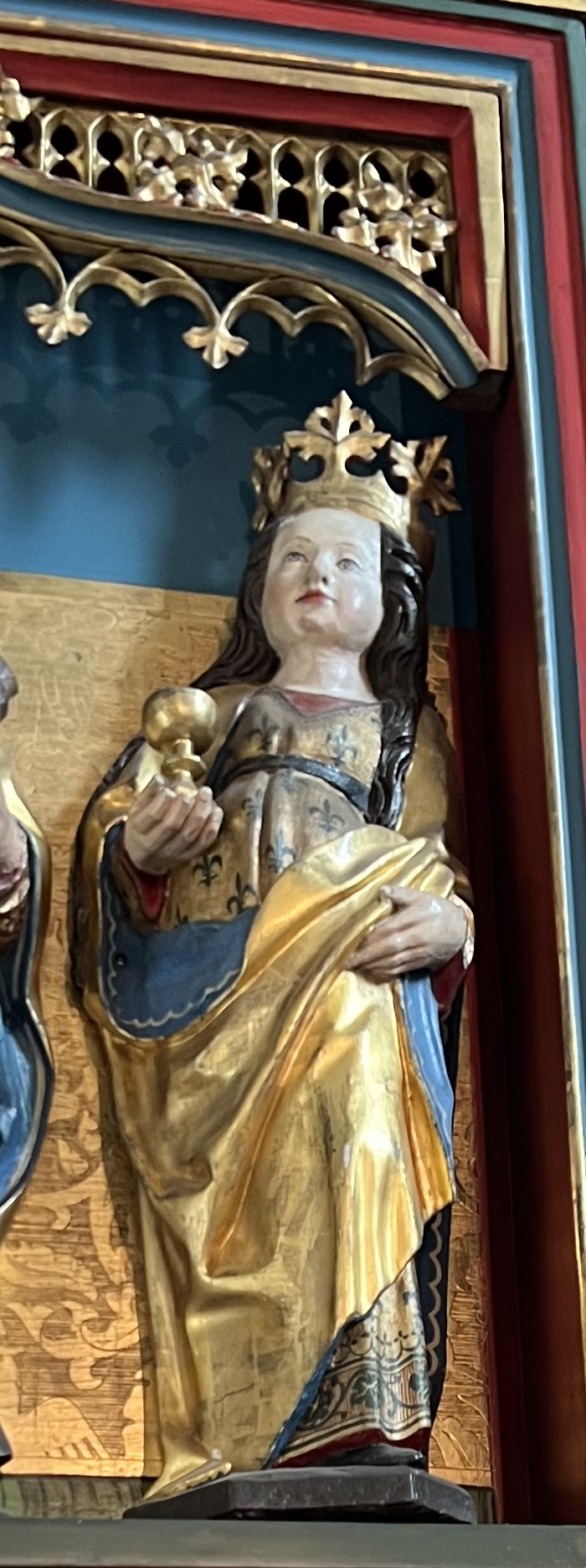
Wahrscheinlich: hl. Barbara mit Kelch